# Pete Philly and Perquisite
Pete Philly and Perquisite  sono un duo hip hop, originario di Amsterdam, Paesi Bassi. Pete Philip Monzón "Pete Philly" (nato ad Aruba nel 1980) è l'MC/cantante del gruppo, mentre Pieter Perquin "Perquisite" (nato ad Amsterdam nel 1982) suona il violoncello, produce e compone la musica delle loro canzoni. La loro musica può essere descritta come un connubio di hip hop, influenze jazz, broken beat e soul. Dal vivo si fanno accompagnare da DJ PCM (Misha van der Winkel), Remco Keijzer al sassofono, EWI e al flauto, Kasper Kalf al doppio basso e Ruben Hein alle tastiere.

## Discografia
- 10-04-2005 - Mindstate
- 19-01-2007 - Remindstate (cd di remix del lavoro precedente)
- 07-09-2007 - Mystery Repeats
- 01-12-2008 - Mystery Repeats - The Live Edition